# 羅斯鎮區 (密歇根州奧格莫縣)
羅斯鎮區（英語：Rose Township）是位於美國密歇根州奧格莫縣的一個行政鎮區。

## 地方資料
羅斯鎮區的面積為137.55平方千米，當中陸地面積為136.91平方千米，而水域面積為0.64平方千米。根據2020年美國人口普查的數據，當地共有人口1241人，而人口密度為每平方千米9.02人。